# Храм Покрови Пресвятої Божої Матері (Маріуполь)
Храм Покрови Пресвятої Божої Матері (Маріуполь) ― церква розташована в Маріуполі. Має висоту 84,3 метра. Храм є найвищим у Донецькій області та другим за висотою храмом України. Для фундаменту куполу знадобилося 550 кубометрів бетону та 110 тонн сталі. Найвищий купол в Україні має висоту 30.4 метра. Вага головного — 4.2 тонни, найменший при цьому важить 18 кілограмів. На дзвіниці храму десять дзвонів. Вага найбільшого хреста, розташованого над центральним куполом — близько двох тонн, бічних−730 кілограмів.
Храм Покрови Божої Матері зведений у м. Маріуполі нижче за початковий проєкт, при цьому є однією з найвищих в Україні православних споруд. Настоятель храму отець Гавриїл зазначив що однією з основних причин зниження висоти будівлі, собору був факор безпеки. Він додав що не змінюючи висоту будівлі, хрестини довелося б встановлювати за допомогою гелікоптерів.

### Історія
Будівництво храму тривало з 2007 до 2017 року.
- У 2007 місце було освячено та закладено  перший камінь у фундамент. Куратором будівництва з боку духовенства був призначений настоятель Свято−Троїцького храму протоієрей Гавриїл Агабеков, головним архітектором проєкту виступав Станіслав Столів.[1][3]

- З 2008 року йшла підготовка на майданчику, архітектори запланували будівництво одночасно двох рівнів храму: нижнього та верхнього. Після підготовки 2008 року будівельники почали готувати майбутню ділянку. Після підготовки фундаменту розпочалося будівництво міських стін[1][3].

- Перші чотири дзвони були встановлені у 2012 році[1][3].
- У 2017 році у дворі було освячено Храм[1][3].
- Під час боїв за м. Маріуполь (24 лютого−20 травня 2022 р.) пошкоджено вікна та фасади.[4]